# バスターミナル東京八重洲
バスターミナル東京八重洲（バスターミナルとうきょうやえす、Bus Terminal Tokyo Yaesu、BTY）は、東京都中央区八重洲（東京駅八重洲口）の地下にある大規模バスターミナルである。

## 経緯・概要
東京駅周辺のバスのりばのうち、高速バスのりばについては、駅前広場内に位置する東京駅高速バスターミナル（ジェイアールバス関東が運営）を除くと外堀通り・八重洲通り沿いの路面上を中心に駅周辺に停留所が分散しており、交通結節機能の低下、路上環境の悪化等の原因となっていた。こうした状況を踏まえ、国、東京都、中央区、警視庁及びバス協会等の間で協議が行われ、八重洲地区の再開発事業等を通じて「国際都市東京の玄関口」と「国内主要都市との交通結節」の機能強化を目的として、新たなバスターミナルを整備する方針が2015年に決定したものである。
具体的には、東京駅八重洲口周辺で個別に実施される3地区の市街地再開発組合に独立行政法人都市再生機構（UR都市機構）がそれぞれ参画して、「バスターミナル床」として地下の権利を取得し、UR都市機構が主体となって自動車ターミナル法に基づくバスターミナルとして整備し、外堀通り・八重洲通り路面上の高速バスのりば、丸の内口の路上に位置する定期観光バスのりば、及び八重洲口の南に位置する鍛冶橋駐車場から発着する旧ツアーバス等の乗り場を集約するというものである。
2020年にUR都市機構が施設運営事業者の募集を行った結果、新宿高速バスターミナル（閉鎖）などのバスターミナル運営で実績のある京王電鉄バスが選定され、両者間で基本協定が締結された。
整備は3つのエリア（各再開発事業地区）で段階的に進められ、2022年3月15日には、第1期エリアである八重洲二丁目北地区市街地再開発事業区域の部分が同年9月17日に開業し、名称を「バスターミナル東京八重洲」とすることが発表された。2028年までの全体開業を目指しており、全エリアが完成すれば乗降バース数20、床面積約21,000 m2と、新宿駅直結の「バスタ新宿」を上回る日本国内最大級の高速バスターミナルとなる予定である。
なおバスタ新宿と異なり、本バスターミナルは国土交通省主導の「バスタプロジェクト」には該当しないため、公式に「バスタ」の呼称が使用されることはない。
2023年11月下旬からツアーバスや貸切バスの発着も開始された。

## 構造
前述のとおり3つのエリアに分かれるが、第1期エリアと第3期エリアは将来的に接続され、同一フロア内の一連のターミナルとなる計画となっている。なお、東京駅とは八重洲地下街経由で直結しており、地上からのアクセスも可能である。

### 第1期エリア
北緯35度40分46秒 東経139度46分09秒 / 北緯35.679347度 東経139.7692度
八重洲二丁目北地区（A-1街区）市街地再開発事業区域（東京ミッドタウン八重洲）。三井不動産等が参画する市街地再開発組合にUR都市機構が参画し、地下2階及び地下1階の一部の権利を取得した。
地下1階（八重洲地下街と同一フロア）に待合ロビー、地下2階に乗降バース6面（11 - 16番のりば）・待機スペース3台分を整備。バスは全体開業までは暫定的に外堀通りから左折してあおぎり通り経由で入庫し、あおぎり通りを東進して中央通り経由で出庫する形となる。
2022年9月17日開業。なお、再開発ビルである「東京ミッドタウン八重洲」も2023年3月10日のグランドオープンに先駆けて、バスターミナル周辺エリアが先行開業した。

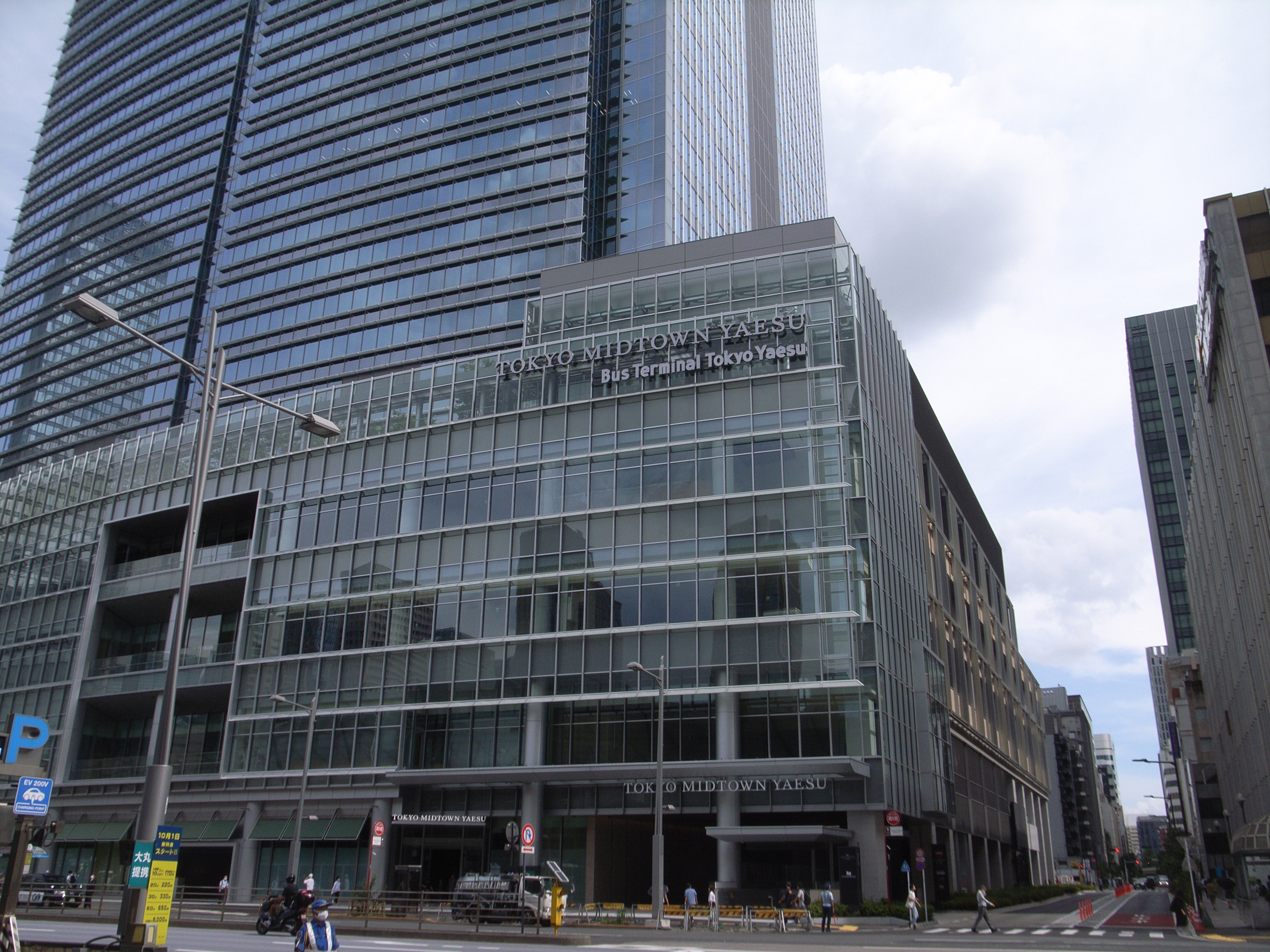
1期区画の外観（東京ミッドタウン八重洲）
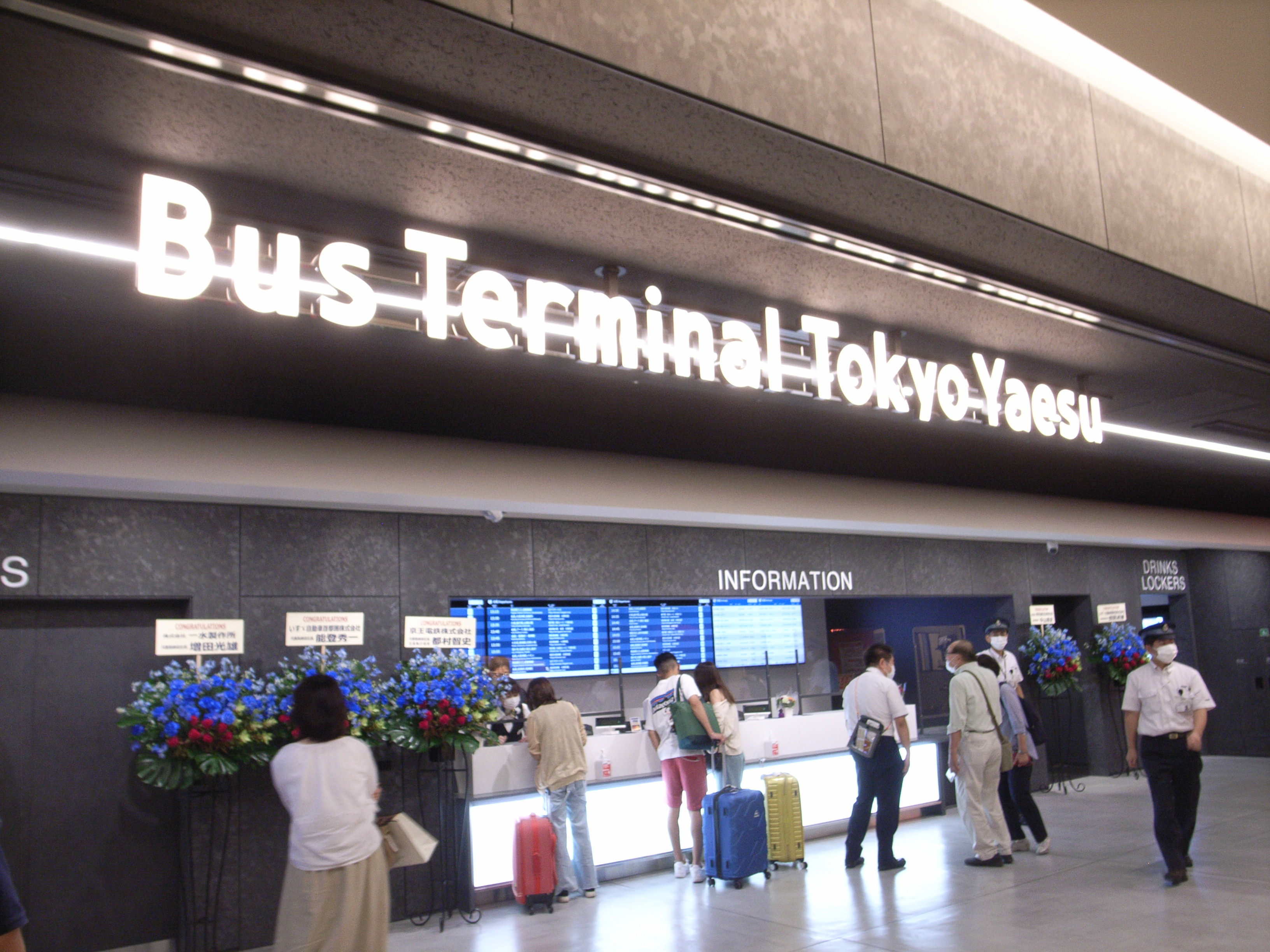
インフォメーション（B1）
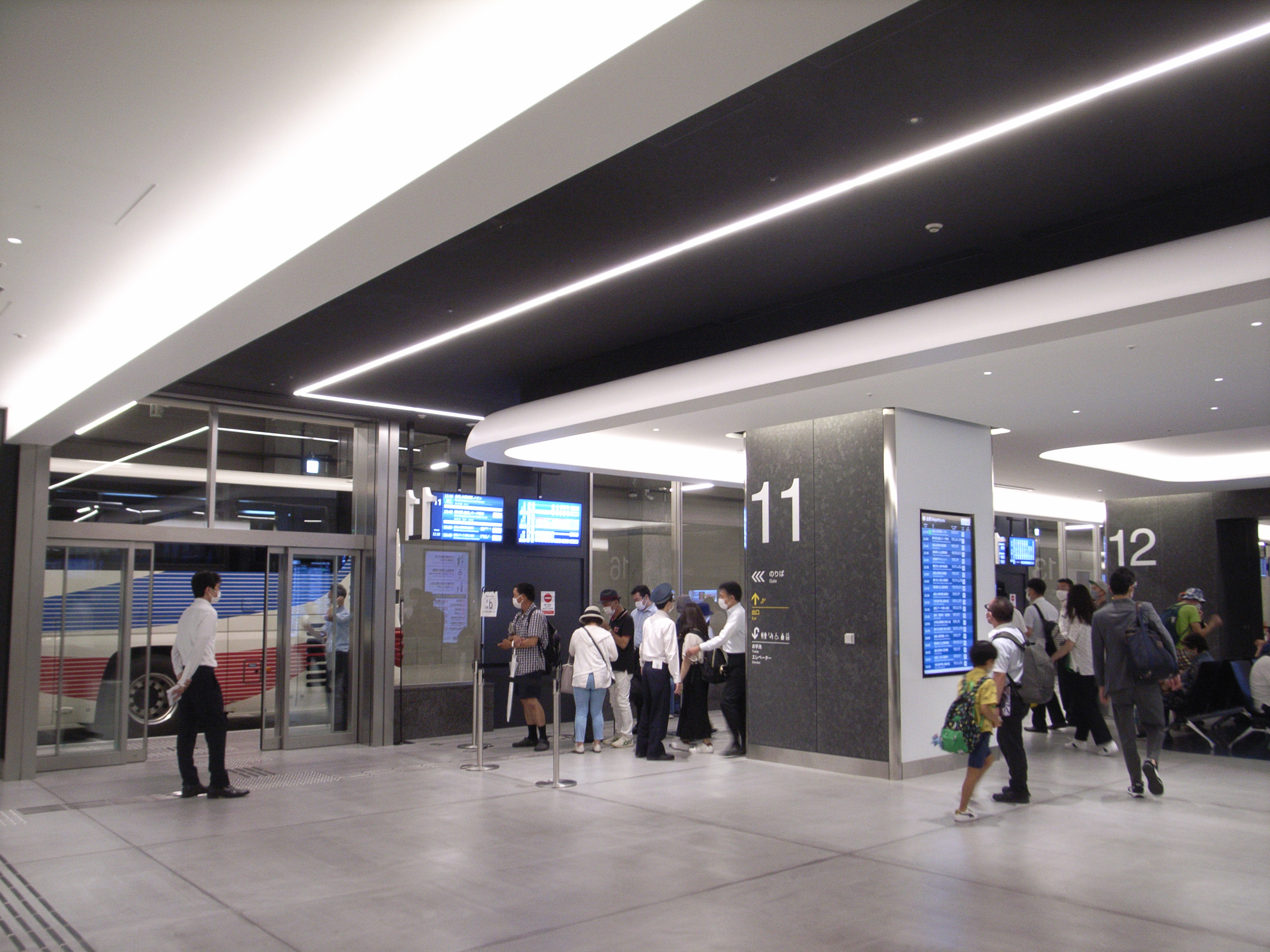
乗り場（B2）

### 第2期エリア（未開業）
北緯35度40分51秒 東経139度46分14秒 / 北緯35.680861度 東経139.770664度
東京駅前八重洲一丁目東B地区市街地再開発事業区域（TOFROM YAESU TOWER（八重洲一丁目東地区プロジェクト））。東京建物等が参画する市街地再開発組合にUR都市機構が参画し、地下1階の権利を取得した。
他の2エリアとは独立した施設となり、乗降バース7面・待機スペース2台分が整備される。2025年度（令和7年度）開業予定。

### 第3期エリア（未開業）
北緯35度40分40秒 東経139度46分06秒 / 北緯35.677881度 東経139.768442度
八重洲二丁目中地区第一種市街地再開発事業区域（八重洲二丁目中地区プロジェクト）。住友不動産・阪急阪神不動産・ヒューリック・三井不動産等が参画する市街地再開発組合にUR都市機構が参画し、地下2階及び地下1階の一部の権利を取得した。
京橋エドグラン、京橋駅にも接続する。
第1期エリアの南側に乗降バース7面・待機スペース3台分が整備され、第1期エリアとの接続後は両エリアは一体的な運用が成される予定。出庫ルートも第3期エリアから鍛冶橋通り東行きに出庫する形となる。2028年度（令和10年度）開業予定。

## バス路線一覧
当バスターミナルの公式ウェブサイトや乗り入れバス事業者各々の公式ウェブサイト・予約サイトなどに掲載されている出発路線は以下のとおりである。なお、前述の通り以下に記載がある路線においても一部の便は当ターミナルに乗り入れない。また、鍛冶橋駐車場から発着場変更となる路線は変更時期にばらつきがある。
第1期エリア開業時は八重洲中央口交差点周辺に発着していた事業者の大半と、鍛冶橋駐車場に発着していた事業者の約半数が当バスターミナル発着に移転し、新規参入事業者を合わせて1日当たり約600便のバスが乗り入れを開始した。そのうち、6割超の約380便が千葉県方面へのバスである。
東北方面
- JAMJAMライナー：弘前駅城東口・青森駅前行（ジャムジャムエクスプレス・丹沢交通）
- パンダ号東京新宿線：弘前バスターミナル・五所川原駅行（弘南バス）
- 岩手きずな号：北上駅東口・盛岡駅西口・二戸駅西口・久慈駅前行（フジエクスプレス・岩手県北自動車）
- MEX宮古・盛岡：盛岡駅西口・宮古駅前・ふれあいパーク山田行（岩手県北自動車）
- WILLER EXPRESS：福島駅西口・仙台駅西口行（ニュープリンス高速バス・WILLER EXPRESS）※到着便のみ
- さくら高速バス：仙台駅東口行（桜交通・AT LINER）
- ミルキーウェイエクスプレス：仙台駅東口行（さくら観光バス）
- ナイトライナー：仙台駅東口行（東京富士交通）
- ザ・サンライナー：仙台駅西口・松島海岸行（京成バス千葉イースト・宮城交通）※2023年7月14日運行開始
- JAMJAMライナー：横手駅西口・大曲駅東口・秋田駅東口行（ジャムジャムエクスプレス）
- オリオンバス：米沢駅東口・山形駅西口・天童駅東口行（オー・ティー・ビー）
- 裏磐梯・東京線：リステル猪苗代・五色沼入口・裏磐梯高原駅行（会津乗合自動車）
- 仙台・南相馬～東京線：常磐富岡IC入口・南相馬バスターミナル・相馬ICバスターミナル・仙台駅東口行（東北アクセス）

関東方面
- 前橋・高崎〜東京駅線：藤岡インター・高崎駅東口・前橋バスセンター行（日本中央バス）
- ミルキーウェイエクスプレス：草津温泉バスターミナル行（さくら観光バス）※運休中
- Dts line八ッ場草津温泉号：ふかや花園駅・道の駅八ッ場・草津温泉バスターミナル・草津温泉スキー場行（Dts creation）
- 東京〜君津線：三井アウトレットパーク 木更津行、木更津金田BT・君津駅行（京成バス・日東交通）
- 東京〜勝浦線：木更津金田BT・大多喜・勝浦駅行（京成バス・日東交通・小湊鉄道）
- アクシー号：木更津金田BT・袖ケ浦BT・安房鴨川駅・鴨川シーワールド行（京成バス・日東交通）
- 東京〜木更津線：木更津金田BT・木更津駅・君津製鉄所行（京成バス・日東交通）
- 犬吠号：旭・銚子駅・犬吠埼行（京成バス・京成バス千葉イースト）
- 利根ライナー号：酒々井プレミアム・アウトレット・佐原駅・小見川・銚子駅行き(京成バス千葉イースト)
- 東京〜銚子線（横芝光・旭ルート）：横芝光IC・八日市場駅・匝瑳市役所・旭・銚子駅行（京成バス・京成バス千葉イースト）
- シーサイドライナー：東金駅・成東車庫行（京成バス千葉イースト）
- 東京〜白子線：大網駅・白子中里行（小湊鉄道）
- JIU東京線：城西国際大学行（西岬観光）
- 東京ガウライナー：袖ケ浦駅北口行（小湊鉄道）
- なの花ライナー：四街道・京成佐倉駅南口行（なの花交通バス）
- 030系統（一般路線バス）：永福町行（京王バス）

北陸・甲信越方面
- WILLER EXPRESS：新潟大学前・新潟駅南口行（WILLER EXPRESS）
- JAMJAMライナー：長岡駅大手口・燕三条駅三条口・新潟駅南口行（ジャムジャムエクスプレス・丹沢交通）
- アミー号：長岡駅大手口・三条燕BS・鳥原BS・新潟駅・新潟大学前行（ウエスト観光バス）
- NETWORK：敬和学園大学・新発田駅行（泉観光バス）
- JAMJAMライナー：富山駅北口・金沢駅西口・小松駅西口行（ジャムジャムエクスプレス・丹沢交通）
- WILLER EXPRESS：富山駅北口・高岡駅南口・金沢駅西口行（WILLER EXPRESS・ニュープリンス高速バス）
- WILLER EXPRESS：高岡砺波スマートIC・金沢駅西口・羽咋駅・和倉温泉駅・七尾駅行（WILLER EXPRESS・ニュープリンス高速バス）
- オリオンバス：金沢駅西口・福井駅東口行（オー・ティー・ビー）
- 中日本ハイウェイバス：敦賀・武生駅・福井駅東口・加賀温泉駅・小松駅南口行（中日本ツアーバス）
- VIPライナー：河口湖駅・河口湖行（平成エンタープライズ）
- 長野・松本・茅野～上野・東京ディズニーリゾート・成田空港線：中央道茅野・松本バスターミナル・長野駅行（アルピコ交通・京成バス千葉イースト）
- 成田空港・東京～軽井沢線：軽井沢プリンスホテル ウエスト・軽井沢プリンスホテル スキー場行（五稜バス）

東海方面
- オリオンバス：名古屋南ささしまライブ・岐阜駅北口行（オー・ティー・ビー）
- WILLER EXPRESS：名古屋駅（則武1丁目）行（WILLER EXPRESS・ニュープリンス高速バス・ベイラインエクスプレス）
- WILLER EXPRESS：豊橋駅東口・東岡崎駅南口行（WILLER EXPRESS・西三交通）
- JAMJAMライナー：名古屋南ささしまライブ行（ジャムジャムエクスプレス）
- VIPライナー：名古屋VIPラウンジ行（平成エンタープライズ）
- NETWORK：名古屋南ささしまライブ行（泉観光バス）
- あおぞらライナー：栄・名古屋駅前（ミッドランドスクエア前）・太田川駅前行・朝倉駅前行（さくら観光バス・青木バス）
- アミー号：名古屋南ささしまライブ行（武井観光）
- オリオンバス：名古屋南ささしまライブ・岐阜駅北口行（オー・ティー・ビー）
- さくら高速バス：東岡崎駅南口・三河豊田駅・高速バス金山・名古屋南ささしまライブ行（桜交通・AT LINER）
- 東名特急ニュースター号：名古屋駅・愛知県庁前行（東京バス・名古屋バス）
- ブルーライナー：名古屋南ささしまライブ・栄行（広栄交通）
- ミルキーウェイエクスプレス：栄・名古屋南ささしまライブ行（さくら観光バス）
- オリオンバス：名古屋・伊勢行（オー・ティー・ビー）
- 温泉ライナー修善寺：修善寺温泉（修善寺御幸橋）・伊豆マリオット修善寺行（アイビーエス（IBS COACH））
- 飛騨高山（高山濃飛バスセンター）行（京王バス）

関西方面
- WILLER EXPRESS：彦根駅・草津駅・京都駅八条口行（WILLER EXPRESS・大阪さやま交通）
- WILLER EXPRESS：京都・福知山・宮津行（WILLER EXPRESS・ニュープリンス高速バス）
- WILLER EXPRESS：京都駅八条口・WILLERバスターミナル大阪梅田行・ユニバーサル・スタジオ・ジャパン行・なんばOCAT行（WILLER EXPRESS・ニュープリンス高速バス）
- JAMJAMライナー：京都駅八条口・梅田（プラザモータープール）・難波（パークス通）・ユニバーサル・スタジオ・ジャパン行（ジャムジャムエクスプレス）
- VIPライナー：：京都VIPラウンジ・大阪駅・VIPヴィラなんば行（平成エンタープライズ）
- さくら高速バス：京都駅八条口・梅田（プラザモータープール）・難波（パークス通）行・三宮高架商店街前行（桜交通・AT LINER）
- 東京特急ニュースター号：大阪駅・天王寺駅行（東京バス・大阪バス）
- ブルーライナー：梅田（プラザモータープール）・難波OCAT・ユニバーサル・スタジオ・ジャパン行（広栄交通）
- ミルキーウェイエクスプレス：京都駅八条口・梅田（プラザモータープール）・難波OCAT行（さくら観光バス）
- LimonBus：京都駅八条口・新大阪駅北口・大阪駅桜橋口（神姫観光）
- PREMIUM GRACE LINER：京都駅八条口・難波（なんばパークス前）行（グレース観光）
- アミー号：南草津駅東口・京都駅八条口・梅田（プラザモータープール）行（山一サービス・武井観光）
- ナイトライナー：京都駅八条口・梅田（プラザモータープール）・天王寺公園駐車場行、京都駅八条口・JR奈良駅東口・梅田（プラザモータープール）行（東京富士交通）
- ユタカライナー：京都駅八条口・梅田（プラザモータープール）・三宮高架商店街前行（ユタカ交通）
- OWL-LINER：京都駅八条口・梅田（プラザモータープール）・新今宮・大国町行（ワールドツアーシステム）
- アミー号：梅田（プラザモータープール）・三宮高架商店街前・篠山口行（山一サービス）
- 東京～大阪・神戸線：梅田（阪急三番街）・神戸三宮（三ノ宮駅バスターミナル）行（京成バス）
- WILLER EXPRESS：三宮高架商店街前・明石駅北口・姫路駅南口行（WILLER EXPRESS）
- JAMJAMライナー：三宮高架商店街前・明石駅北口・加古川駅北口・姫路駅南口行（ジャムジャムエクスプレス）
- WILLER EXPRESS：WILLERバスターミナル大阪梅田・和歌山駅西口行（WILLER EXPRESS）※到着便のみ
- JAMJAMライナー：梅田（プラザモータープール）・和泉中央駅南口・和歌山駅西口行（ジャムジャムエクスプレス）※到着便のみ

中国・四国・九州方面
- JAMJAMライナー：岡山駅西口・倉敷駅北口・東福山駅南口行（ジャムジャムエクスプレス）
- JAMJAMライナー：広島大学・広島駅南口行（ジャムジャムエクスプレス）
- オリオンバス：岡山駅西口・広島駅南口行（オー・ティー・ビー）
- マイエクスプレス：徳島駅前営業所・阿南津乃峰行（海部観光）
- スマイルライナー：徳島駅行、高知駅北口・はりまや橋・桟橋行（高知駅前観光）
- KOTOBUS EXPRESS：徳島駅・高松駅・宇多津駅南口南・コトバスステーション琴平行（琴平バス）
- ハローブリッジ号：高松駅高速BT・坂出駅・善通寺インターBT・丸亀駅（西東京バス・四国高速バス）
- TENRYO Liner：小倉駅北口・HEARTSバスステーション博多行（天領バス）
- オリオンバス：小倉駅北口・HEARTSバスステーション博多行（オー・ティー・ビー）

新型コロナウイルス感染症の影響により、運休、減便、経路変更がある。最新の情報はバス運行会社に確認すること。